# PDSS2
PDSS2‏ (Decaprenyl diphosphate synthase subunit 2) هوَ بروتين يُشَفر بواسطة جين PDSS2 في الإنسان.

## الوظيفة
البروتين المُشفّر بواسطة هذا الجين هو إنزيم يُصنّع السلسلة الجانبية للبرينيل من الإنزيم المساعد Q، أو يوبيكوينون، وهو أحد العناصر الرئيسية في سلسلة التنفس. يُحفّز ناتج الجين تكوين جميع بيروفوسفات ترانس-بولي برينيل من ثنائي فوسفات إيزوبنتيل في تركيب السلاسل الجانبية للبولي إيزوبرينويد، وهي الخطوة الأولى في تخليق مساعد الإنزيم Q.

## الأهمية السريرية
قد يكون مرتبطًا بنقص مساعد الإنزيم Q10.